# Kodai Enomoto
Kodai Enomoto (榎本 滉大 Enomoto Kodai?, nacido el 5 de noviembre de 1994 en Gunma) es un futbolista japonés que se desempeña como defensa.

## Trayectoria

### Clubes
| Club             | País  | Año  |
| ---------------- | ----- | ---- |
| Vegalta Sendai   | Japón | 2016 |
| Zweigen Kanazawa | Japón | 2017 |

## Estadística de carrera

### J. League
| Club             | Año   | J. League | J. League | Copa J. League | Copa J. League | Total | Total |
| Club             | Año   | Part.     | Goles     | Part.          | Goles          | Part. | Goles |
| ---------------- | ----- | --------- | --------- | -------------- | -------------- | ----- | ----- |
| Vegalta Sendai   | 2016  | 0         | 0         | 1              | 1              | 1     | 1     |
| Zweigen Kanazawa | 2017  | 1         | 0         | -              | -              | 1     | 0     |
| Total            | Total | 1         | 0         | 1              | 1              | 2     | 1     |